# SKO (band)
SKO is een Franse band.

## Biografie
SKO werd bekend in 1999. De Franse band bracht het nummer Un autre jour uit. Het nummer werd vertaald in het Engels (Just Another Day). Hiermee bereikten ze de Franse, Zwitserse, Waalse en Vlaamse hitparade. In 2000 brachten ze de single Show Me The Way uit. Deze had enkel succes in thuisland Frankrijk.  

## Discografie
| Single met hitnotering(en) in de Vlaamse Ultratop 50 | Datum van verschijnen | Datum van binnenkomst | Hoogste positie | Aantal weken | Opmerkingen |
| ---------------------------------------------------- | --------------------- | --------------------- | --------------- | ------------ | ----------- |
| Just Another Day                                     | 1999                  | 12-02-2000            | 21              | 10           |             |